# Louis Scott
Henry Louis Scott (Paterson, 16 de novembro de 1889 – junho de 1960) foi um atleta norte-americano, campeão olímpico em Estocolmo 1912. Corredor de fundo e meio-fundo, integrou junto com Tell Berna, Norman Taber, George Bonhag e Abel Kiviat a equipe que conquistou a medalha de ouro nos 3000 metros por equipes. Também competiu nos 5000 m, 10000 m e no cross-country sem conseguir classificação. Sua data e local de morte são desconhecidos.